# Bauska (stad)
Bauska is een stad in het zuiden van Letland. De stad is de hoofdplaats van de gemeente Bauska novads en is gelegen in het historisch landsdeel Semgallen (Zemgale). De stad ligt aan de samenvloeiing van de rivieren de Mēmele en de Mūsa, die vanaf hier de Lielupe vormen. In 2022 telde de stad 9755 inwoners.

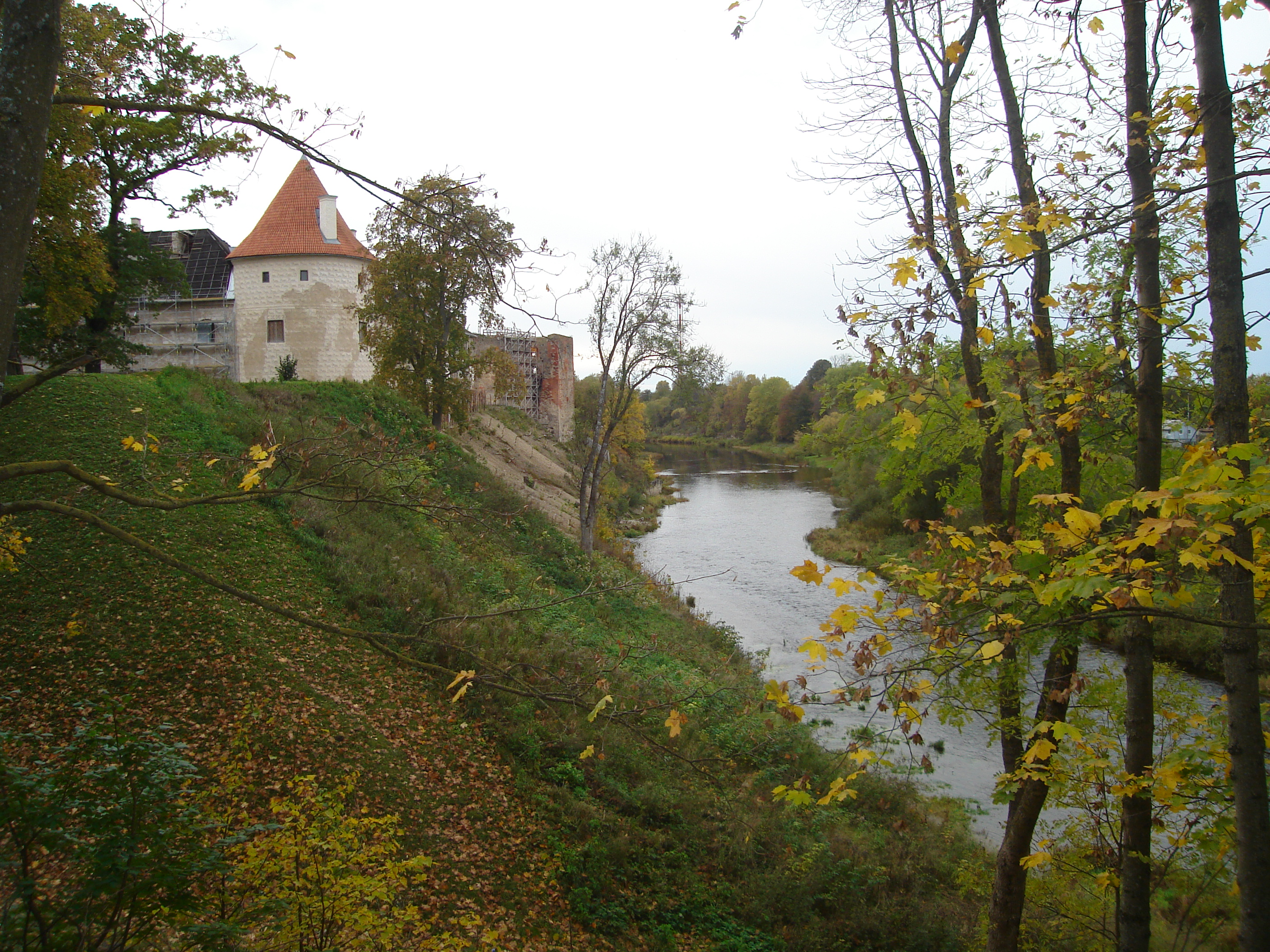
Kasteel Bauska aan de rivier de Mēmele

Bauska werd in 1443 gesticht door ridders van de Lijflandse Orde, die in dat jaar begonnen aan de bouw van de burcht. Tot 1561 behoorde het tot de Lijflandse Confederatie.
De hertogen van Koerland bouwden de burcht uit met een renaissanceslot. Onder hun bewind kreeg Bauska in 1609 ook stadsrechten. Het kasteel werd tijdens de Grote Noordse Oorlog in 1706 verwoest en is sindsdien een ruïne.
Sinds de jaren 70 vinden doorlopend restauratiewerkzaamheden plaats. Het renaissanceslot is hersteld en herbergt een museum. De burchtruïne wordt gebruikt voor muziek- en theatervoorstellingen, onder andere voor een jaarlijks internationaal oudemuziekfestival.
In de nabijheid van Bauska bevindt zich het belangrijkste barokslot van Letland: paleis Rundāle. Het werd tussen 1736 - 1767 gebouwd naar een ontwerp van Bartolomeo Francesco Rastrelli.